# 1799 aux États-Unis
Pour des articles plus généraux, voir Chronologie des États-Unis et 1799.
Chronologie des États-Unis
- 1795
- 1796
- 1797
- 1798
- 1799
- 1800
- 1801
- 1802
- 1803

Cette page concerne des événements d'actualité qui se sont produits durant l'année 1799 du calendrier grégorien aux États-Unis.

## Gouvernement
- Président : John Adams (fédéraliste)
- Vice-président : Thomas Jefferson (républicain-démocrate)
- Secrétaire d'État : Timothy Pickering
- Chambre des représentants - Président : Jonathan Dayton (fédéraliste) puis Theodore Sedgwick (fédéraliste) à partir du 2 décembre

## Événements
- Mars : le gouverneur de Pennsylvanie exige que la milice de John Fries soit arrêtée.
- 1er mars : le Fédéraliste James Ross est élu Président pro tempore du Sénat des États-Unis.
- 29 mars : l'État de New York passe une loi visée à supprimer graduellement l'esclavage dans l'État.
- 7 juillet : la Compagnie de fourrure russo-américaine, qui a obtenu le monopole sur le commerce d’Alaska, établit un comptoir à Sitka[1].

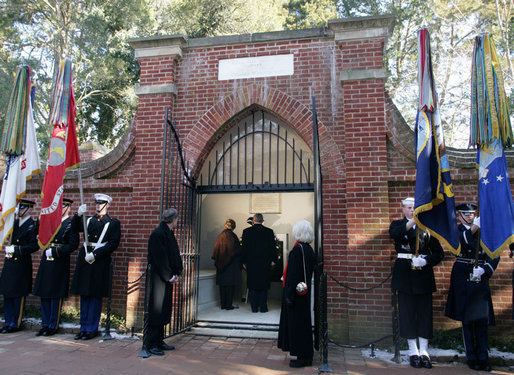
Tombe de George Washington, Mount Vernon

- 14 décembre : George Washington, décède à Mount Vernon (Virginie) à l'âge de 67 ans.

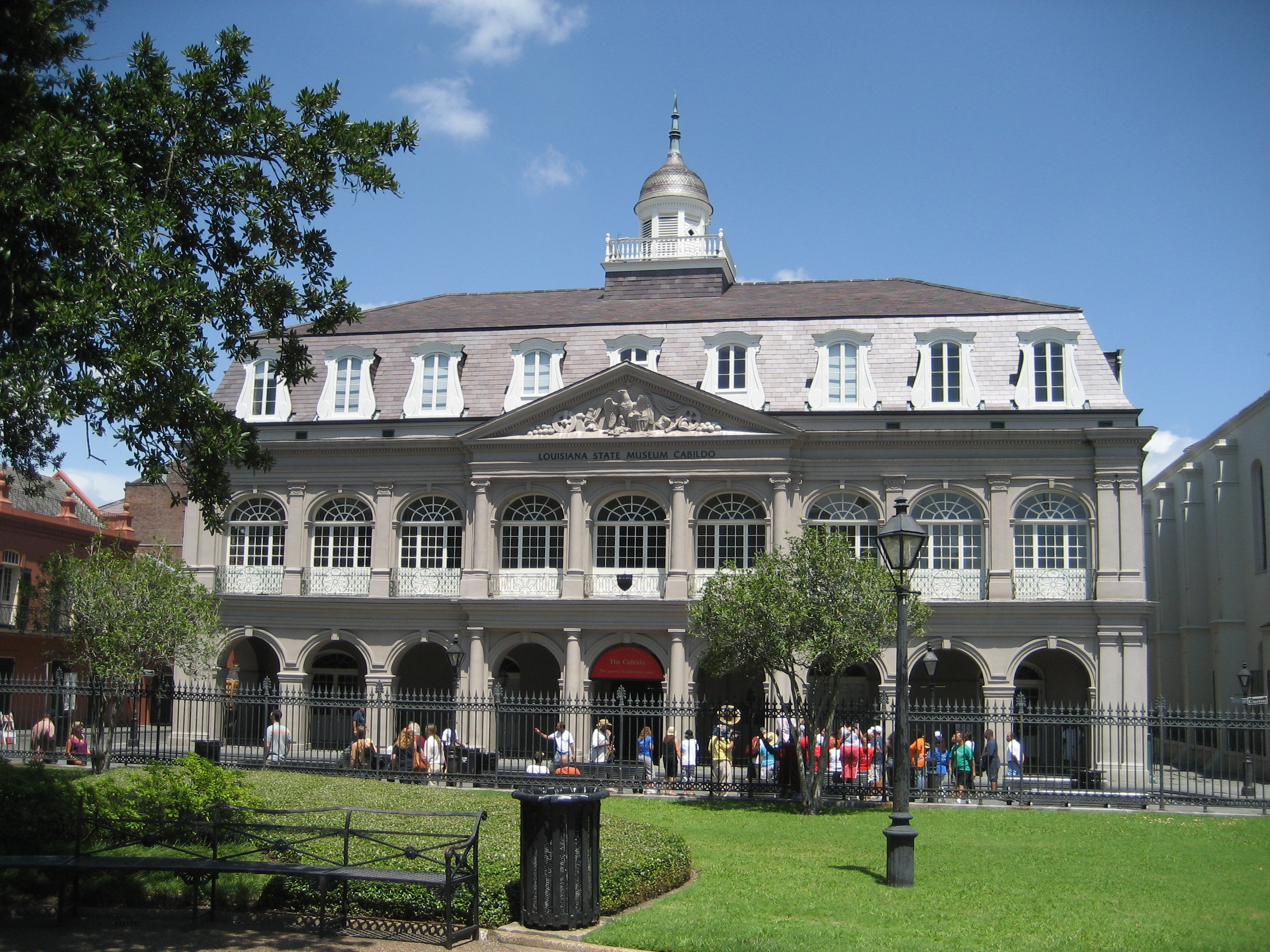
Le Cabildo de La Nouvelle-Orléans a des arches espagnoles et un toit en mansarde français

- À La Nouvelle-Orléans, le Cabildo (en) (première phase) est terminé (commencé en 1795).
- Consécration de l'église Saint-Mark-in-the-Bowery à New York.
- Conrad John Reed, 12 ans, trouve ce qu'il décrit comme une lourde pierre jaune ; le long de "Little Meadow Creek" dans le Comté de Cabarrus en Caroline du Nord et en fait une cale pour la porte de sa maison. En 1802, le père de Conrad John Reed apprend que la roche est en fait de l'or, ce qui lance la première fièvre de l'or aux États-Unis.
- Création de la Compagnie russe d'Amérique.

## Naissances
- 6 janvier : Jedediah Strong Smith, (né dans le  Comté de Chenango de l'État de New York et probablement tué le 27 mai 1831 aux abords de la rivière Cimarron, dans le Kansas, lors d'un voyage entre  Saint-Louis et Santa Fe) était un trappeur, explorateur et commerçant de fourrures américain. Il est considéré comme l'un des plus importants « Mountain men » de la Conquête de l'Ouest. Il fut le premier « Blanc » connu à explorer la route à travers les  Montagnes Rocheuses vers la Californie par le Désert des Mojaves et plus tard à traverser les montagnes de la chaîne côtière californienne pour atteindre l'Oregon au sud.
- 8 mars : Simon Cameron, (né à Maytown - décédé à Maytown le 26 juin 1889), fut le Secrétaire à Guerre (ministre de la défense) sous la présidence d'Abraham Lincoln.
- 29 novembre : Amos Bronson Alcott, (décède le 4 mars 1888) est un professeur, écrivain et philosophe américain connu pour ses idées progressiste et ses deux projets utopiques avortés, dans les années 1830 et 1880 fondés sur des méthodes éducatives non conventionnelles et sur un mode de vie communautaire et connus sous le nom de Fruitlands. Alcott est également un transcendantaliste proche d'Henry David Thoreau et de Ralph Waldo Emerson et le père de l'écrivain Louisa May Alcott, qui a écrit Les Quatre Filles du docteur March (Little Women).

## Décès

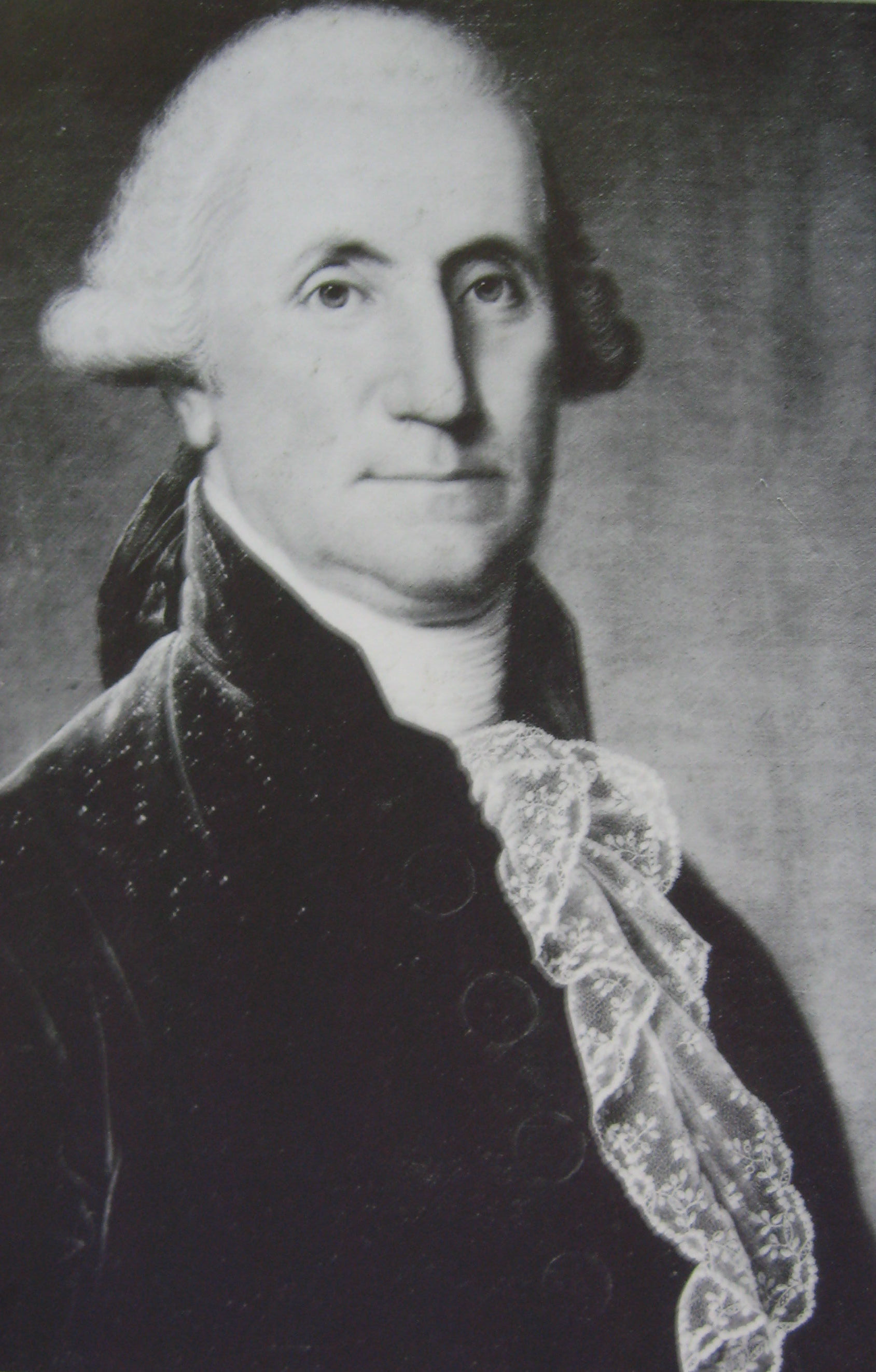
George Washington

- 6 juin : Patrick Henry (né le 29 mai 1736) était un acteur important de la Révolution américaine.
- 14 décembre : George Washington, (né le 22 février 1732[2] à Pope's Creek dans la colonie britannique de Virginie) est le chef d’état-major de l’Armée continentale pendant la guerre d’indépendance (1775-1783) avant d'être le premier président des États-Unis (1789-1797).

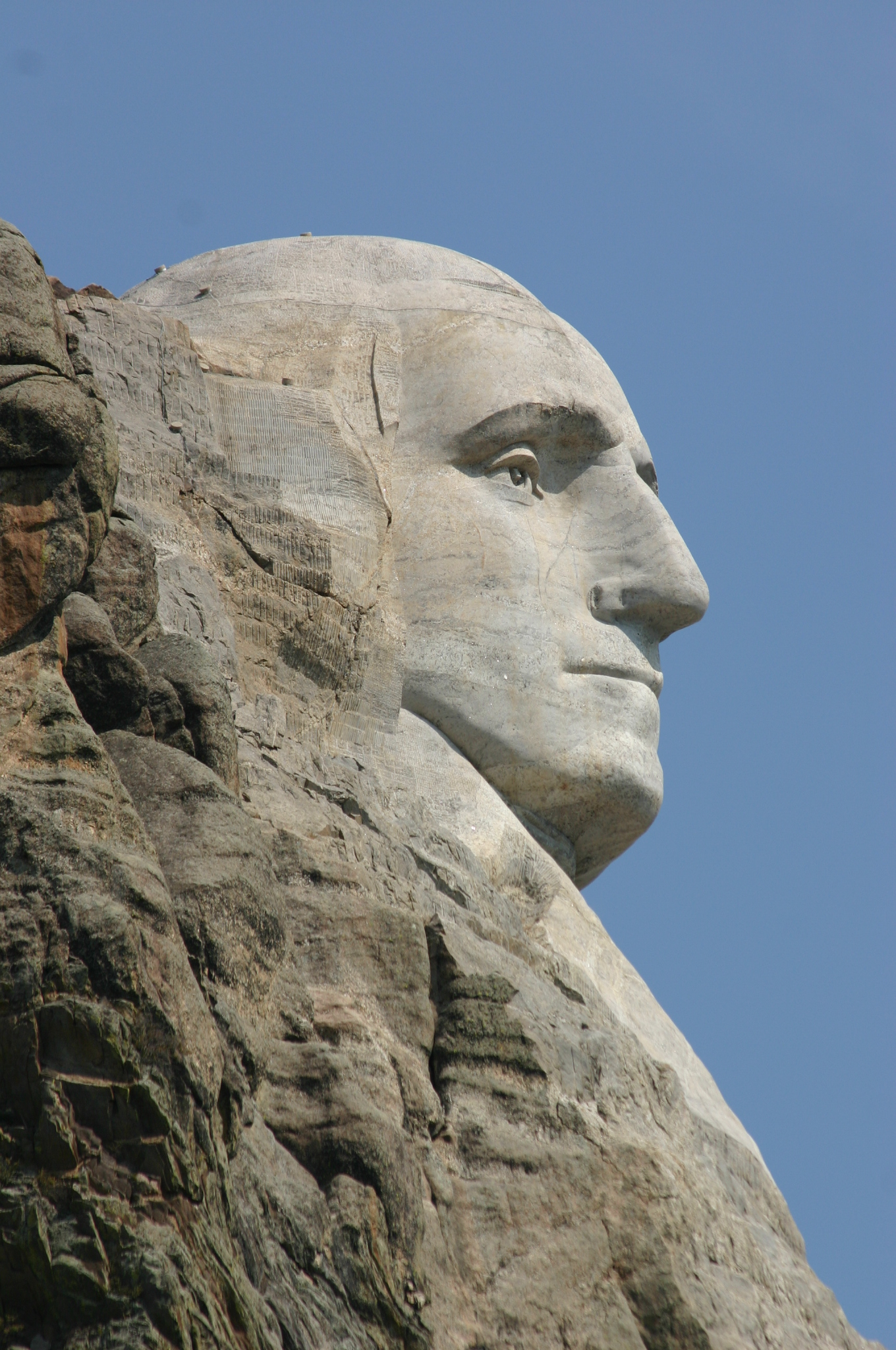
Statue de George Washington au Mont Rushmore

#### Articles généraux
- Histoire des États-Unis de 1776 à 1865
- Évolution territoriale des États-Unis
- Histoire de la Louisiane
- Réfugiés français de Saint-Domingue en Amérique

#### Articles sur l'année 1799 aux États-Unis
- Quasi-guerre
- Fries Rebellion